# La ciudad sin luz
La ciudad sin luz es la primera parte de la novela Mil ojos esconde la noche de Juan Manuel de Prada, publicada en mayo de 2024 por la editorial Espasa y que se completa con la segunda entrega, Cárcel de tinieblas (2025). 
Su protagonista y narrador es Fernando Navales, quien ya protagonizó Las máscaras del héroe (1996).

## Estructura
La ciudad sin luz se divide en tres partes: Prólogo, 1940 y 1941.

### Prólogo
En la primera edición, abarca desde la página 11 hasta la 36.
En él se transcribe la carta que le escribe el 5 de junio de 1940 Pedro Urraca Rendueles, agregado policial en la Embajada de España en París, a José Finat y Escrivá de Romaní, director general de Seguridad, en la que comunica a su superior que ha encontrado a la persona perfecta, Fernando Navales, para encargarle la misión de conseguir que los artistas españoles en el París ocupado se alineen y colaboren con Falange. La razón de su elección es, en palabras de Perico Urraca:

Necesitamos a una persona, en fin, que pertenezca al gremio, o que al menos se sienta parte de él, aunque no haya obtenido el reconocimiento debido (o el reconocimiento que siente que se le debe) y que, precisamente por no haberlo obtenido, respire por la herida supurante del resentimiento y contemple a quienes todavía pugnan por obtenerlo con esa mezcla de inquina y celo amargo con que siempre contemplamos a quienes perseveran en aquello en que nosotros no hemos tenido el valor de perseverar; de tal forma que contribuir a su fracaso o a su perjuicio sea un miserable lenitivo y consuelo para su dolor. Y necesitamos, en fin, que esa persona tenga, además, un espíritu insidioso e hipócrita, muy sibilinamente capcioso, para que no se noten sus verdaderas intenciones; un espíritu a la vez cínico y tesonero, zalamero e intrigante, que sepa rondar y cortejar a la presa y llevarla hasta nuestro redil.

### 1940
La primera parte, que transcurre entre junio y el último de diciembre del año 1940, en la primera edición, abarca desde la página 37 hasta la 468, dividida en 22 capítulos.

### 1941
La segunda parte, que se desarrolla durante el año 1940, en la primera edición, abarca desde la página 469 hasta la 791, dividida en 18 capítulos.

## Personajes
Entre la multitud de personajes reales que desfilan por La ciudad sin luz cabe destacar a:
- Robert Brasillach (escritor y periodista francés)
- Federico Beltrán Masses (pintor)
- María Casares (actriz e hija de Santiago Casares Quiroga)
- Jean Cocteau (poeta y novelista francés)
- Louis-Ferdinand Céline (novelista francés)
- Colette (novelista francesa)
- Mariano Daranas (periodista)
- Fabián de Castro (pintor)
- Pedro Luis de Gálvez (poeta)
- José Félix de Lequerica (diplomático y Embajador de España en Francia)
- Mary de Navascués (esposa de César González-Ruano)
- Ana de Pombo (bailarina y diseñadora)
- Óscar Domínguez (pintor)
- Paul Éluard (poeta surrealista francés)
- Antonio Expósito
- Francisco Expósito
- Pedro Flores (pintor)
- Apeles Fenosa (escultor)
- Honorio García Condoy (pintor)
- Rafael García Mouton (funcionario consular)
- Sebastián Gasch (crítico de arte)
- César González-Ruano (periodista)
- César "Cuco" González-Ruano (hijo)
- Emilio Grau Sala (pintor)
- Sacha Guitry (actor francés)
- Mateo Hernández (escultor)
- Kiki de Montparnasse (vedette)
- Drieu La Rochelle (escritor y periodista francés)
- Charles Lesca (periodista, escritor y colaborador nazi franco-argentino)
- Dora Maar (artista y amante de Pablo Picasso)
- Gregorio Marañón (médico, historiador y académico)
- María Dolores "Lola" Moya (esposa de Gregorio Marañón)
- Fernando Navales (protagonista y narrador ficticio de la novela)
- Pablo Picasso (pintor)
- Lucien Rebatet (periodista y novelista)
- Bernardo Rolland de Miota (diplomático y Cónsul general de la Embajada de España en Francia)
- Daniel Sabater (pintor)
- Paul Schultz (militar alemán)
- Luis Felipe Solms (periodista y colaborador en el semanario El hogar español
- Ramón Serrano Súñer (abogado, político y ministro de Asuntos Exteriores)
- Ana María Sagi (poetisa y atleta)
- José Zamora (ilustrador)
- Federico Velilla (Secretario provincial de Falange en París y director del semanario El hogar español
- Marie-Thérèse Walter (modelo y amante de Pablo Picasso)
- José Zamora (ilustrador)

## Temas de la novela
- Resentimiento. Uno de los temas principales es el resentimiento, pasión triste que mueve a su protagonista, Fernando Navales, y del que hay abundantes reflexiones a lo largo de la novela, muchas de ellas al hilo de comentarios sobre la obra de Gregorio Marañón Tiberio. Historia de un resentimiento (1939).
- Bohemia.
- Exilio español
- Crítica a la Memoria histórica.
- Arte español del siglo XX.

## Recepción
El director de cine español Álex de la Iglesia participó en la presentación de la novela junto al autor. Además escribió una reseña para El Confidencial en la que destaca con entusiasmo su actualización de dos géneros de la tradición literatura española como son el tremendismo y el esperpento, y la pone en continuidad con La familia de Pascual Duarte y La colmena.